# Amulio Viarengo
Amulio Viarengo (Asti, 25 dicembre 1902 – ...) è stato un ciclista su strada italiano.
Professionista tra il 1926 e il 1933.

## Carriera
Corse per la Bianchi e la Prina. Non ottenne alcuna vittoria di rilievo, ma i piazzamenti più importanti comprendono un terzo posto al Giro del Piemonte nel 1928 ed alla Parigi-Tours nel 1932. Partecipò a due edizioni del Giro d'Italia, concludendo al settimo posto nel 1928, e a tre edizioni del Tour de France.

## Piazzamenti

### Grandi giri
- Giro d'Italia

1928: 7º
1929: 36º
- Tour de France

1931: ritirato (12ª tappa)
1932: 38º
1933: ritirato (1ª tappa)

### Classiche
- Milano-Sanremo

1929: 29º
- Giro di Lombardia

1922: 21º